# I Still Know What You Did Last Summer
I Still Know What You Did Last Summer (titulada Aún sé lo que hicisteis el último verano en España, y Todavía sé lo que hicieron el verano pasado en Hispanoamérica) es la continuación de la película I Know What You Did Last Summer y un film de slasher del año 1998, fue una coproducción estadounidense-mexicana. Jennifer Love Hewitt, Brandy Norwood, Mekhi Phifer, Freddie Prinze, Jr. y otros cameos encarnan los personajes.
El guion de Callaway fue publicado en un formato editado "adulto joven", dejando todas las descripciones de violencia, pero omitiendo el lenguaje más duro. El rodaje tuvo lugar en México y California. La película recibió críticas negativas, pero fue un éxito de taquilla, recaudando $84 millones en el mundo. El 22 de agosto de 2006 fue estrenada I'll Always Know What You Did Last Summer como una secuela directo a vídeo de la película. La película fue lanzada en Blu-ray el 14 de julio de 2009.

## Argumento
Un año después de los sucesos de I Know What You Did Last Summer, los sobrevivientes de la matanza de Willis (Julie James y Ray Bronson) han logrado, aparentemente, continuar con sus vidas. Julie está en su segundo año en la universidad y Ray lleva ya dos años como pescador. Todo comienza poco antes de las vacaciones del 4 de julio cuando Julie (Jennifer Love Hewitt) se duerme durante una de sus clases y tiene un sueño en el cual ella va a una iglesia a confesarse del antiguo crimen del que fue cómplice, admitiendo que ya es tiempo de dejar de temer. Entonces descubre que el cura que la estaba escuchando era Willis (Muse Watson), que intenta atacarla, tras lo cual despierta gritando. Luego se revela que ha tenido pesadillas frecuentemente, entre ellas, la de la ducha con la cual acaba la última película, revelando que sólo era una pesadilla de Julie. Sin embargo, tras abandonar la clase, aparece sorpresivamente Ray (Freddie Prinze, Jr., que trata de convencerla de volver a su pueblo natal para las vacaciones de aquel año, a lo cual Julie responde que no, argumentando que todavía no ha superado lo que les sucedió allí. Por desgracia, Ray parece creer que Julie no quiere volver porque siente cierto rechazo hacia él, de modo que la deja plantada. 
Tras eso, Julie entra a la casa en la que vive cerca de la universidad y que comparte con su mejor amiga Karla (Brandi Norwood), y se echa a dormir. Horas después, despierta al escuchar a alguien entrar a la casa, se apresura a tomar un cuchillo que está en su mesa de noche, pero descubre que se trata solo de Karla que había vuelto a la casa. Esta, al percatarse de que Julie parece muy alterada decide invitarla al club nocturno al que iría con su novio Tyrrel (Mekhi Phifer). Dentro del club se encuentran además con Will (Matthew Settle), otro compañero de Julie, quien la invita a bailar junto con Carla y Tyrrel, pero Julie se niega. Poco después, estupefacta, descubre a Willis en un balcón superior del club, pero cuando trata de ir hacia él, descubre que ha desaparecido. Tras esto, Julie se va a su casa a dormir. 
A la mañana siguiente, Carla y Julie escuchan un concurso por radio que ofrece como premio un viaje a las Bahamas a cuatro personas, donde se hospedarían en un hotel de lujo durante dos días. Se animan a participar contestando correctamente (o eso creyeron ellas) a la pregunta realizada por el interlocutor, ganando el viaje. Luego de ganarlo Julie llama a Ray para invitarlo, pese a que Carla le aconseja lo contrario porque seguramente se negaría. Eso fue precisamente lo que le contestó Ray, pero debido a lo tentador del viaje y a que, en el fondo, Ray se plantea proponerle matrimonio a Julie, decide ir con su mejor amigo Dave (John Hawkes), solo que sin decirle a Julie para darle la sorpresa. Pero, de camino a la universidad de Julie, se encuentran con un accidente en la carretera. Ray se baja a investigar, descubriendo, demasiado tarde, que se trataba de una trampa preparada por el pescador (que ha reemplazado su mano derecha por un garfio de verdad), que aparece, asesina a Dave y luego embiste con el auto contra Ray, quien se salva de milagro, acabando sólo con un brazo roto. Poco después, es encontrado y llevado a un hospital, donde despierta. Sabiendo que el viaje es una trampa de Willis y Julie está en peligro, se escapa del hospital, cambia el anillo de compromiso que le iba a entregar a Julie por un revólver y tras no conseguir detenerla, pues esta ya se ha ido, se pone en marcha a la isla donde ella se está hospedando.
Entretanto, Julie, convencida de que Ray no irá, se decide por invitar a Will, en tanto que Carla invita a su novio Tyrrel, y emprenden el viaje. Allí se encuentran con que la isla donde estaba el hotel que, supuestamente, les había concedido el premio, estaba casi completamente libre de turistas, ya que a partir del día siguiente mismo comenzaría en las Bahamas la usual temporada de tormentas, que duraría los dos días que se hospedarían en el hotel. Algo desalentados por esta noticia, los cuatro deciden aprovechar al máximo el único día sin lluvia que tendrían. Entretanto, Willis llega a la isla y ese mismo día, asesina al encargado de los botes en la isla y a una mucama del hotel. Julie, Will, Carla y Tyrrel en tanto deciden ir al bar del hotel, en donde preguntan a la mujer que lo atiende si hay alguna forma de divertirse allí. Esta les señala un juego de Karaoke el cual deciden probar, comenzando por Julie, quien una vez perdida la guía de la letra de la canción que le tocó ("I will survive") que iba apareciendo en una pantalla, no puede continuar. Entonces, al volverse de nuevo hacia la pantalla, ve escribirse en letras rojas "I Still Know What You Did Last Summer" (en español, "aún sé lo que hicisteis el último verano" o "todavía sé lo que hicieron el verano pasado"). Estupefacta, intenta explicárselo a sus amigos pero estos no le creen. Tras eso, Julie se retira a su cuarto, en tanto que Carla y Tyrrel se van al jacuzzi del hotel.
En su habitación, Julie descubre una nota con su nombre. La abre y descubre que solo dice "¡Sorpresa!". Presintiendo lo que quiere decir se da la vuelta con rapidez y descubre, sobresaltada, que Will estaba detrás de ella, con dos copas y una rosa en la mano, las copas caen al suelo y se rompen. Will, muy avergonzado, intenta disculparse y explicar a Julie que hizo aquello para pasar un buen rato con ella, aunque Julie comprende de inmediato y le agradece, tras lo cual Will decide ir también al jacuzzi. Luego, mientras Julie se prepara para irse a dormir, descubre que su cepillo de dientes no está y presiente que pasa algo extraño así que decide ir a investigar su habitación. Al principio no descubre nada raro, hasta que abre un armario-ropero casi vacío, dentro del cual hay una pequeña gotera de sangre. Entonces, bruscamente, el techo del armario se abre y cae el cuerpo del encargado de botes, que tiene una soga al cuello, de manera que queda colgando. Julie, horrorizada, empieza a gritar y sus gritos atraen a sus amigos, a la camarera del bar y al dueño del hotel. Una vez que llegan, Julie intenta mostrarles el cadáver que ha descubierto pero este ha desaparecido. Desesperada, intenta convencerlos de que dice la verdad, pero nuevamente nadie le cree y se convencen de que Julie podría estar enloqueciendo. Luego, Willis cobra una nueva víctima, el limpiapiscinas adicto a la marihuana del hotel. 
A la mañana siguiente, en el hotel está lloviendo. Tras discutir sobre el paranoico comportamiento de Julie la noche anterior, deciden ir a entretenerse, yéndose las chicas al gimnasio (Julie a broncearse en una cama solar y Carla a hacer ejercicio) y los chicos a la piscina y a jugar tenis. Al poco rato Carla descubre el cadáver de la mucama asesinada dentro de una lavadora, en tanto que Tyrrel y Will descubren el del limpiapiscinas en su cabaña, lo cual convence a los tres de que Julie tenía razón. Entretanto, el pescador aprovecha que los chicos están separados y sigilosamente se cuela en la habitación donde estaba Julie e intenta asesinarla, asegurando la puerta de la cama con un brazalete de plástico y subiendo la temperatura de la cama al máximo, de manera que se queme. Afortunadamente, Julie se da cuenta poco después y sus gritos por escapar atraen a sus amigos que consiguen sacarla de la cama. Tras eso se dirigen a la oficina del dueño del hotel, decididos a explicarle lo sucedido y a exigirle salir de allí cuanto antes, pero descubren que este ha sido asesinado en su propia oficina y que la única radio en toda la isla ha sido destruida. Además, en la pared hay un mensaje escrito con sangre: "I Still Know" (Aún lo sé), que confirma las palabras de Julie quien, invadida por la culpa de guardarse el secreto corre hacia los muelles, a donde la siguen sus amigos. Allí, ella, sin poder contenerse más les explica la verdadera historia que sucedió entre ellos y Willis. Tyrrel, por su parte, se convence de que el botones del hotel, Hestis, es el culpable de los asesinatos. Así pues, van hacia su cabaña, donde descubren que Hestis les había sustraído un objeto personal a cada uno para averiguar (según Julie, por voodoo) sus verdaderos sentimientos. Se van y regresan al hotel decidiendo combatir al asesino. De camino pasan por el vestíbulo, en donde Julie tiene un repentino presentimiento y se acerca a un globo terráqueo a través del cual comprueba que su respuesta del concurso estaba equivocada. Aparece Hestis, quien aprisionado por Tyrrel, les explica que el también había descubierto lo que pasaba y había intentado pedir ayuda por radio, pero esta ya estaba destruida. Les dice que sabe dónde hay un bote y que irá por él, a lo cual acceden, a condición de que lo acompañen los cuatro para vigilarlo. De camino al lugar, Hestis les revela que Willis había trabajado en ese mismo hotel hace años y era allí donde había tenido a sus dos hijos, pero se enteró de que su mujer lo engañaba, así que la asesinó, renunció y se fue de la isla, llevándose sus hijos con él. Además descubren dos tumbas, una contenía el cadáver de su mujer y la otra, abierta, tenía su nombre, pero él mismo había escrito con sangre el nombre y las fechas de nacimiento y muerte (supuesta) de Julie, ante lo cual ésta pierde el control exigiéndole (como habría hecho también en la primera parte) que la mate de una vez.
Entonces, el plan se cambia: Julie, Karla y Tyrrel volverían al hotel para conseguir con qué defenderse, en tanto que Will continuaría vigilando a Hestis hasta que le mostrara el bote. Will y Hestis encuentran el bote, pero Hestis repentinamente ataca a Will. Entretanto Julie, Karla y Tyrrel van a la cocina del hotel armándose de cuchillos donde se tropiezan con la camarera del bar, tras lo cual esta pide que le expliquen qué sucede. Luego de que Tyrrel se negara a hacer esto se apoya sobre la cocina, de cuyo ducto sale repentinamente el brazo derecho del pescador, que con el garfio atraviesa el cuello de Tyrrel y luego lo tira matándolo. Aterrorizadas, Julie, Karla y la camarera huyen escaleras arriba hacia el ático con el pescador persiguiéndolas. El pescador las alcanza e intenta matar a Karla, no lográndolo a la primera, luego Julie y la camarera van a ayudarla y Karla nuevamente casi es asesinada. Tras eso deciden ir al refugio para tormentas, en el que descubren más cuerpos, aparece Will herido, regresan al hotel y mientras Julie trata de curarlo se da cuenta de que no está herido y de que él era el interlocutor del concurso de radio por el cual ganaron el viaje (desde este punto, Will empieza a revelar rasgos asesinos como los de su padre, pero más brutos). Entonces Will obliga a Julie a seguirlo hasta las tumbas de sus padres y en el camino le hace entender que está muy enfadado con Julie por lo que le habían hecho a su padre, ya que él era hijo de Willis; y por pensar solo en sí misma al decidir apoyar a sus amigos para tapar lo que habían hecho en vez de decir la verdad y llevar a su padre a donde hubieran podido salvarle la vida. Entretando, Hestis, la camarera del bar y, al parecer también Karla son asesinados por el pescador. Llegan a las tumbas y aparece el pescador, que se quita el gorro de su impermeable, luego trata de matar a Julie y entonces aparece Ray, armado con el revólver, dispuesto a defender a Julie. Él y Will se pelean, decidiendo él y su padre matar a Ray. Will lo sostiene para que su padre ataque pero en el último segundo, Ray noquea a Will y se zafa de él para evitar el garfio de Willis, de manera que el pescador mata por error a Will. Enfurecido, se abalanza sobre Ray, dispuesto a matarlo, pero entonces Julie comienza a dispararle con el arma de Ray sin piedad, haciéndolo caer en su propia tumba, muerto. A la mañana siguiente descubren que Karla sobrevivió y que han enviado un helicóptero a rescatarlos.
Aproximadamente un año después Ray y Julie viven juntos, ya casados, aunque según se ve todavía mantienen ciertas precauciones por si el pescador regresa nuevamente. Ya de noche, mientras Ray se prepara para irse a dormir con Julie, el pescador se cuela sigilosamente en la casa y cierra la puerta del baño para que Ray escuche. Julie entretanto, por si las dudas, decide ir a revisar la casa, aunque sólo descubre una ventana abierta, sin percatarse de que en el suelo de esa habitación había huellas de lodo. Tras eso, trata de calmarse y de convencerse de que no pasa nada, sentándose en la cama, pero entonces descubre a Willis, reflejado en un espejo escondido debajo de la cama. Mientras ella lanza un ininterrumpido grito de terror, el pescador la agarra por los tobillos, la tira al suelo y luego hacia abajo de la cama. Luego la pantalla se pone en negro y termina la película.

## Reparto
- Jennifer Love Hewitt como Julie James.
- Brandy Norwood como Karla Wilson.
- Freddie Prinze, Jr. como Ray Bronson.
- Matthew Settle como Will Benson.
- Jennifer Esposito como Nancy.
- Bill Cobbs como Hestis.
- Mekhi Phifer como Tyrrell Martin.
- Jeffrey Combs como Sr. Brooks.
- Jack Black como Titus Telesco.
- Muse Watson como Benjamin Willis.
- John Hawkes como Dave.
- Sarah Michelle Gellar como Helen Shivers (Fotografía)

## Producción
Una coproducción entre Estados Unidos y México. Kevin Williamson, que escribió el guion de la anterior película, se negó a escribir el guion de esta película ya que, en su opinión, ya no había nada que contar. Por ello Trey Callaway escribió el guion. La película se desarrolla en Las Bahamas, cuando en realidad fue rodado el: El Tecuan Marina Resort Costalagree, en Jalisco, México; Los Ángeles, California; y Sony Pictures Studios en Culver City, California. La película es una coproducción estadounidense-mexicana.

### Banda sonora
1. "Sugar Is Sweeter" (CJ Bolland; Danny Saber remix feat. Justin Warfield) – 4:57
2. "How Do I Deal" (Jennifer Love Hewitt) – 3:23
3. "Relax" (Deetah) – 3:51
4. "Hey Now Now" (Swirl 360) – 4:37
5. "Blue Monday" (Orgy) – 4:32
6. "Polite" (Bijou Phillips) – 4:25
7. "Try to Say Goodbye" (Jory Eve) – 3:35
8. "Testimony" (Grant Lee Buffalo) – 3:59
9. "(Do You) Wanna Ride" (Reel Tight) – 3:33
10. "Getting Scared" (Imogen Heap) – 4:51
11. "Górecki" (Lamb) – 6:22
12. "Julie's Theme" (John Frizzell) – 2:52

La banda sonora fue estrenada el 17 de noviembre de 1998 por Warner Bros. Records. El 19 de enero de 1999, "How Do I Deal" se estrenó como un sencillo, respaldado por Jory Eve's "Try to Say Goodbye". El vídeo musical de "How Do I Deal" estuvo disponible en las cadenas de televisión de música.
- La canción "Eden", por el grupo belga de rock/pop Hooverphonic, fue añadida a la película, pero no apareció en la banda sonora. La canción  aparece a comienzos del film, cuando Julie mira la fotografía de Helen al lado de su cama.

## Recepción

### Recaudación
La secuela hizo un bruto  de $16,5 millones en 2.443 salas de cine durante su primer fin de semana. A diferencia de la original, la secuela se abrió en el número dos en la taquilla y cayó al número cinco sólo una semana más tarde. Al final de sus quince semanas de duración, la película recaudó $ 40 020 622 millones en Estados Unidos. Recaudó $44 millones a nivel internacional, con lo que el total bruto de todo el mundo es $84 millones.

### Críticas
La película recibió comentarios muy negativos, con una calificación de 7% en Rotten Tomatoes con los críticos diciendo "aburrido; predecible." También tiene una puntuación de 21 en Metacritic en comparación con 52 para el original. La puntuación más alta en Metacritic era 60 que vino de  Variety, quien dijo "Purists will find the pic's obviousness disappointing, but there's no question that the film delivers a sufficient shock quotient to satisfy its youthful target audience".

## Secuela
El 22 de agosto de 2006, la secuela titulada I'll Always Know What You Did Last Summer fue publicada en DVD. La película no está relacionada con las dos anteriores películas, y no cuenta con ningún miembro del elenco original. Se propuso originalmente para continuar donde Aún sé lo que hicisteis el último verano terminó. En cambio, la película presenta una trama sin relación, con una breve mención de las dos primeras películas.